# Hans Christian Holch
Hans Christian Holch (født 12. august 1837 i Landerslev ved Jægerspris, død 15. august 1906) var en dansk politiker.
Hans Christian Holch var søn af skolelærer Hans Peter Christopher Holch og Dianore Lovisa Sophie f. Fich. Han dimitteredes fra Frederiksborg lærde Skole 1856 og blev juridisk kandidat 1862. Efter i en årrække at have været amts- og sagførerfuldmægtig nedsatte han sig i 1867 som prokurator i Helsinge, virkede som sådan indtil 1881, da han udnævntes til byskriver i Hillerød, og blev i 1890 borgmester, by- og herredsfoged i Nykøbing Falster.
Holch kom tidligt ind i det offentlige liv i Frederiksborg Amt. I 1871 valgtes han til formand for Helsinge-Valby Sogneråd, i årene 1874-81 var han medlem af Frederiksborg Amtsråd og fra 1885-90 medlem af Hillerød Byråd og overligningskommissær. I det politiske liv indtrådte han ved valgene 3. januar 1879, da han som Højres kandidat valgtes til medlem af Folketinget for Frederiksborg Amts 4. valgkreds (Frederiksværk), hvor han i 1876 forgæves havde søgt valg. Han genvalgtes her indtil 20. april 1892, da han af helbredshensyn trådte tilbage. I stedet valgtes han senere, 19. september 1894, til Landstinget for 5. kreds.
Holch har i Rigsdagen sjældnere deltaget i diskussioner af almenpolitisk karakter, men tog virksom del i mange større sagers behandling, særlig i arbejdet på reformer af socialpolitisk og human natur, således forslagene om alderdomsforsørgelse, ulykkesforsikring, sygekasser, fattigvæsenet, uforskyldt varetægtsfængsel, helligdagsordningen og lign. Ved alderdomsunderstøttelses- og fattiglovene var han Højres ordfører og øvede betydelig medvirken ved det humane fremskridt, som disse love betegner. I overenskomsten af 7. marts 1891 mellem Højre og Det Forhandlende Venstre var han en virksom deltager. Både i udvalgsværelset og i Folketingssalen hørte Holch til Højrepartiets dygtigste og sikreste medlemmer.
Han var medlem af Gribskovbanens og Købstadsforeningens bestyrelser og fra 1895 medlem af Toldkommissionen og desuden direktør for Sparekassen i Nykøbing. 1892 blev han Ridder af Dannebrog.
Han ægtede 1868 Marie Christiane Niemann, datter af bagermester Niemann og hustru, f. Randleff, af København, og i 1879 dennes søster Hansine Henriette Vilhelmine Niemann.